# Estadi Nacional de Chiazi
L'Estádio Nacional de Chiazi, també anomenat Chimandela, és un estadi de la ciutat de Cabinda, a la regió de Cabinda, Angola.
Encara que estava previst que se n'hi disputessin més, la retirada de Togo feu que s'hi celebressin 4 partits de la Copa d'Àfrica de Nacions 2010:
- De la primera fase:
  - 11 de gener del 2010:  Costa d'Ivori -  Burkina Faso 0-0
  - 15 de gener del 2010:  Costa d'Ivori -  Ghana 3-1 (1-0)
  - 18 de gener del 2010:  Mali -  Malawi 3-1 (2-0)

- De quarts de final:
  - 24 de gener del 2010:  Costa d'Ivori -  Algèria 2-3 (2-2, 1-1)